# کارپینیانو سالنتینو
کارپینیانو سالنتینو (به ایتالیایی: Carpignano Salentino) یک کومونه در ایتالیا است که در استان لچه واقع شده‌است.

## خصوصیات
کارپینیانو سالنتینو ۴۸ کیلومترمربع مساحت و ۳٬۸۵۴ نفر جمعیت دارد و ۷۶ متر بالاتر از سطح دریا واقع شده‌است.